# Those Country Kids
Those Country Kids er en amerikansk stumfilm fra 1914 af Fatty Arbuckle.

## Medvirkende
- Roscoe Arbuckle som Fatty
- Mabel Normand som Mabel
- Al St. John som Mr. Reddy
- Frank Opperman
- Alice Davenport